# Władimir Szadrin
Władimir Nikołajewicz Szadrin, ros. Владимир Николаевич Шадрин (ur. 6 czerwca 1948 w Moskwie, zm. 26 sierpnia 2021 tamże) – rosyjski hokeista, reprezentant Związku Radzieckiego, dwukrotny olimpijczyk. Trener i działacz hokejowy.

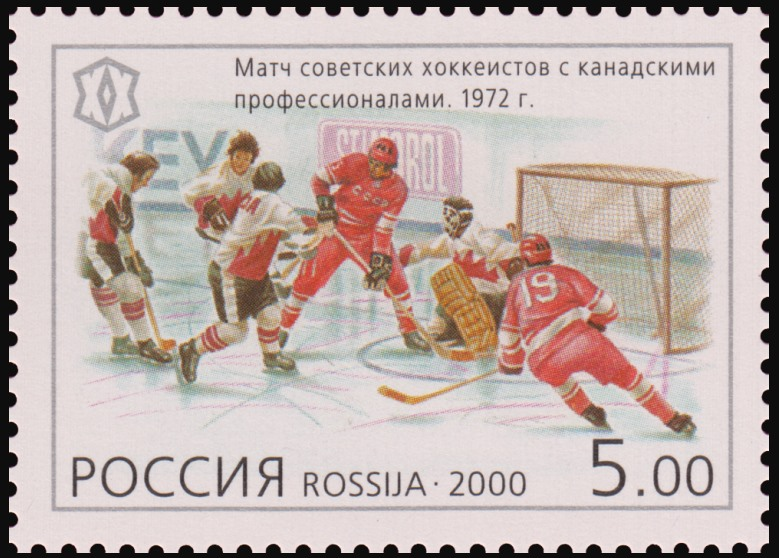
Władimir Szadrin z numerem 19 po prawej stronie w barwach ZSRR w 1972 uwieczniony na znaczku pocztowym

## Kariera zawodnicza
- Spartak Moskwa (1965-1979)
  -  Krylja Sowietow (1975-1976, wyp. na Super Series)
- Oji Seishi (1979-1983)

Wychowanek i wieloletni zawodnik Spartaka Moskwa. Pod koniec kariery wyjechał do Japonii i tam rozegrał ostatnie sezony.
Uczestniczył w turniejach mistrzostw Europy juniorów do lat 19 1967, Zimowej Uniwersjady 1968, mistrzostw świata w 1970, 1971, 1972, 1973, 1974, 1975, 1976, 1977, Summit Series 1972, 1974, Super Series 1977 oraz zimowych igrzyskach olimpijskich 1972, 1976.

## Kariera trenerska i działacza
- Spartak Moskwa (1984/1985), asystent trenera
- Reprezentacja Rosji do lat 18 (1992/1993), asystent trenera
- Reprezentacja Rosji do lat 18 (1995/1996), główny trener
- Reprezentacja Rosji do lat 20 (1996/1997), asystent trenera
- Reprezentacja Rosji do lat 20 (1996/1997), asystent trenera
- Spartak Moskwa (2004-2010), wiceprezydent ds. operacji hokejowych

Zmagał się z chorobą nowotworową, zmarł 26 sierpnia 2021 po infekcji COVID-19. Pochowany na Cmentarzu Trojekurowskim w Moskwie.

## Osiągnięcia
Reprezentacyjne
- Złoty medal zimowej Uniwersjady: 1968 z reprezentacją Związku Radzieckiego
- Złoty medal mistrzostw Europy juniorów do lat 19: 1967 z reprezentacją Związku Radzieckiego
- Złoty medal mistrzostw świata: 1970, 1971, 1973, 1974, 1975
- Srebrny medal mistrzostw świata: 1972, 1976
- Złoty medal igrzysk olimpijskich: 1972, 1976
- Brązowy medal mistrzostw świata: 1977

Klubowe
- Brązowy medal mistrzostw Związku Radzieckiego: 1972, 1975, 1979, 1980 ze Spartakiem Moskwa
- Srebrny medal mistrzostw Związku Radzieckiego: 1966, 1968, 1970, 1973 ze Spartakiem Moskwa
- Złoty medal mistrzostw Związku Radzieckiego: 1967, 1969, 1976 ze Spartakiem Moskwa
- Finalista Pucharu Związku Radzieckiego: 1967, 1977 ze Spartakiem Moskwa
- Puchar Związku Radzieckiego: 1970, 1971 ze Spartakiem Moskwa
- Złoty medal mistrzostw Japonii: 1980, 1982, 1983 z Oji Seishi

Indywidualne
- Liga radziecka 1972/1973:
  - Nagroda Najlepsza Trójka dla tercetu najskuteczniejszych strzelców ligi (oraz Aleksandr Martyniuk i Aleksandr Jakuszew) – łącznie 72 gole
- Hokej na lodzie na Zimowych Igrzyskach Olimpijskich 1976:
  - Pierwsze miejsce w klasyfikacji strzelców turnieju: 6 goli
  - Pierwsze miejsce w klasyfikacji kanadyjskiej turnieju: 10 punktów
- Liga radziecka 1975/1976:
  - Nagroda Najlepsza Trójka dla tercetu najskuteczniejszych strzelców ligi (oraz Aleksandr Martyniuk i Aleksandr Jakuszew) – łącznie 76 goli

Szkoleniowe
- Srebrny medal mistrzostw Europy juniorów do lat 18: 1993 z Rosją
- Złoty medal mistrzostw Europy juniorów do lat 18: 1996 z Rosją
- Brązowy medal mistrzostw świata juniorów do lat 20: 1997 z Rosją

## Wyróżnienia i odznaczenia
Wyróżnienia hokejowe
- Zasłużony Mistrz Sportu ZSRR w hokeju na lodzie: 1971
- Rosyjska Galeria Hokejowej Sławy: 2014

Odznaczenia państwowe
- Order Honoru (2011)[4]
- Order Przyjaźni
- Order „Znak Honoru”
- Medal „Za pracowniczą dzielność”